# Alwin Wieck
Friedrich Alwin Feodor Wieck (* 27. August 1821 in Leipzig; † 21. Oktober 1885 in Dresden) war ein deutscher Geiger und Klavierlehrer sowie ein Bruder von Clara Schumann.

## Leben
Alwin Wieck war ein Sohn von Friedrich Wieck aus dessen erster Ehe mit der Sängerin und Pianistin Mariane Tromlitz. Seine Schwester Clara gab ihm ab 1831 Klavierunterricht, als sie zwölf Jahre alt war. Am 22. Juli 1831 notierte auch Robert Schumann erstmals ein Treffen mit „Allwin“.
Er studierte bei seinem Vater (Klavier) sowie bei Ferdinand David (Violine) und ging 1843 nach Reval. Von 1849 bis 1859 war er Mitglied des italienischen Opernorchesters in St. Petersburg und heiratete dort Paulina Henrika Elisabeth Stein (* 7. Oktober 1830). 1861 kehrte er nach Deutschland zurück und lebte bis zu seinem Tod als Musiklehrer in Dresden.
Nach der Scheidung seiner ersten Ehe heiratete er in zweiter Ehe eine nicht näher bekannte Emma, die früh verstarb. In dritter Ehe war er ab 1872 mit der aus Coburg stammenden Therese Lucilie Hartmann verheiratet, die ihn überlebte.
Zuletzt wohnte er im Englischen Viertel Dresdens in der Lüttichaustraße 16, der heutigen Hans-Dankner-Straße, wo er mit 64 Jahren starb. Er wurde auf dem Trinitatisfriedhof in der noch heute erhaltenen Familiengrabstätte beigesetzt.
Nach seinem Tod schrieb Clara Schumann an ihre Freundin Rosalie Leser: „Hätte ich ihn doch einmal noch sehen können! Mein letzter Brief, den ich ihm schrieb hat ihm so große Freude gemacht. Sahen wir uns auch selten, so hing er doch sehr an mir.  […] Was mich tief betrübt ist, daß Alwin sich in den letzten Monaten so furchtbar gegrämt hat, weil in den Blättern bei Gelegenheit des 100jährigen Geburtstages meines Vaters seiner mit keinem Worte erwähnt war, der er doch mit unermüdlichem Fleiße und besten Resultaten die Methode des Vaters zu verbreiten gesucht hat.“

## Werke
- Concertante Tänze für Violine und Klavier, Leipzig: Whistling 1843
- Impromptu für Klavier op. 4, St. Petersburg: Frackmann 1861

## Schriften
- Materialien zu Friedrich Wieck's Pianoforte-Methodik, Berlin: Simrock 1875 (Digitalisat)
- Vademecum perpetuum für den ersten Pianoforte-Unterricht nach Friedrich Wieck's Methode nebst einem Friedrich Wieck gewidmeten Gedenkblatte von Amely Boelte, Leipzig: Siegel [1880]